# ولادیمیر زامانسکی
ولادیمیر زامانسکی (روسی: Владимир Петрович Заманский؛ زادهٔ ۶ فوریهٔ ۱۹۲۶) بازیگر سینما و تئاتر اهل اتحاد جماهیر شوروی سوسیالیستی و روسیه است.
از فیلم‌ها یا برنامه‌های تلویزیونی که وی در آن نقش داشته‌است می‌توان به سولاریس، آزادی و استاکر اشاره کرد.
وی همچنین برندهٔ جوایزی همچون هنرمند مردمی جمهوری شوروی فدراتیو سوسیالیستی روسیه، جایزه دولتی اتحاد شوروی، نشان الکساندر نوسکی، و مدال تسخیر کونیگسبرگ شده‌است.